# Fermo posta Tinto Brass
Fermo posta Tinto Brass è un film del 1995 diretto da Tinto Brass. 
Il film è diviso in nove episodi slegati tra loro, tutti di genere erotico/commedia.

## Trama
Tinto Brass, protagonista nella pellicola, riceve lettere dalle fans in cui vengono raccontate le loro fantasie erotiche e avventure, commentandole e leggendole con la segretaria Lucia, "tutta curve" e senza mutandine, al suo fianco. Brass interpreta se stesso, commentando i vari episodi e partecipando alla fantasia dell'ultimo episodio.

### Episodi

#### Sguardi
Milena fa maliziosamente l'amore col suo ragazzo Dario sulla spiaggia di Ostia, con la complicità involontaria d'un'altra coppia, che l'osserva desiderosa.

#### Il preservativo
Ambientato tra Bassano del Grappa e Treviso, tra casa e "casino": al centro Guido ed Elena, marito e moglie stile "bella di giorno".

#### Le mutandine
Ambientato nell'anfiteatro di Sutri: Elisabetta, provocante ragazza, offre uno strip mozzafiato a un giovane turista giapponese che immortala l'estemporaneo spettacolo con il teleobiettivo della macchina fotografica.

#### Videocasalinghi
Renata e Piero, Maria e Mario sono due coppie appassionate di video erotici amatoriali, che s'incontrano prima sulle riviste settoriali e poi di persona.

#### La telefonata
Rossella simula al telefono un rapporto sessuale con uno sconosciuto e poi conclude col marito Gianni.

#### Incontri
Ambientato a Torino: per raccontare il mondo degli scambisti ecco Francesca e Paolo, giovane coppia praticante tale abitudine.

#### Ho perso te
Ambientato a Napoli: Filippo ha il vizio del gioco d'azzardo e si gioca così la bella moglie Ivana che, concessasi ai due creditori del marito per estinguerne il debito, ci prende gusto e l'invita a "perdere" ancora.

#### La segretaria
Tinto Brass illustra come seleziona le attrici sottoponendo alla "prova della monetina" l'aspirante Gabry.

#### Stivaletti rosso tango
Lucia cala le inibizioni e racconta la sua fantasia: in un eccentrico negozio di calzature, si fa calzare un paio di stivaletti da Brass in persona.